# Нойзес
Нойзес (нем. Neusäß) — город и городская община в Германии, в Республике Бавария.
Община расположена в правительственном округе Швабия в районе Аугсбург. Население составляет 21 564 человека (на 31 декабря 2010 года). Занимает площадь 25,14 км². Официальный код — 09 7 72 184.

## Население
По оценке на 31 декабря 2015 года население общины Нойзес составляет 21 617 чел. 

| Дата      | 1840 | 1871 | 1900 | 1925 | 1939 | 1950 | 1961  | 1970  | 1987  | 2011  |
| --------- | ---- | ---- | ---- | ---- | ---- | ---- | ----- | ----- | ----- | ----- |
| Население | 2441 | 2428 | 2641 | 3408 | 5368 | 8649 | 11555 | 16063 | 19042 | 21052 |

| Год       | 1960  | 1970  | 1980  | 1990  | 2000  | 2009  | 2010  | 2011  | 2012  | 2013  | 2014  | 2015  |
| --------- | ----- | ----- | ----- | ----- | ----- | ----- | ----- | ----- | ----- | ----- | ----- | ----- |
| Население | 11398 | 16227 | 18557 | 20332 | 21719 | 21534 | 21564 | 21087 | 21265 | 21377 | 21433 | 21617 |

## История
Название города, хотя оно и очень распространено, точно отражает его историю. Нойзес (Neusäß) в его сегодняшних административных границах возник  не так давно: в 1972 году, когда в ходе административной реформы самостоятельные  общины стали объединяться в более крупные единицы. Смысл реформы был в консолидации финансовых ресурсов с целью их рационального использования. Центром нового объединения был выбран Нойзес, хотя он не был единственным претендентом на лидерство. Старше Нойзеса Штеппах (Steppach) и Вестхайм (Westheim), но именно Нойзес после войны демонстрировал самые бурные темпы роста, и это обстоятельство решило дело. В Нойзес в первые послевоенные десятилетия активно переезжали из разрушенного Аугсбурга: в уют и тишину. Здесь постепенно возник классический элитный пригород, объединённый семейными и соседскими связями людей примерно одинакового имущественного положения. Сам Нойзес, став административным центром, поменял название, превратившись в Альт-Нойзес (Alt-Neusäß), чтобы  отличаться от названия новой агломерации.

## Достопримечательности
На территории девяти общин, объединившихся в 1972 году в одну, немало достопримечательностей. В Штеппахе стоит знаменитая башня Бисмарка (Бисмарктурм, Bismarckturm). В Тефертингене (Täfertingen) можно увидеть остатки крепостного укрепления VI века, времён алеманнов. В Хаммеле (Hammel) сохранился замок, построенный в XVII веке, как загородная резиденция. В Хаинхофене (Hainhofen) есть даже два замка, правда, не таких красивых, как в Хаммеле. Есть свой замок и в Вестхайме (Westheim), превращённый, как и во многих других местах, в Seniorenheim. В Вестхайме, на холме, стоит и красивая паломническая церковь Maria Loreto. В Оттомарсхаузене (Ottmarshausen) — старинная церковь Св. Вита (St. Vitus), а в Шлиппсхайме (Schlipsheim) — старинная капелла.
В центре Нойзеса находится красивая католическая церковь St. Ägidius, с  оригинальными скульптурами на фронтоне, в несколько рядов в высоту. Перед церковью — современный стилизованный памятник в виде красного кольца. Рядом, на своеобразной центральной площади — старинная капелла и традиционная стела с памятью о двух мировых войнах. Есть маленький замок, построенный в неоромантическом стиле, в котором сейчас расположены праксисы врачей. В Нойзесе расположен известный Stadthalle, объединённый с Ратушей в одном современном здании. В городе находятся также знаменитые термы "Титаник".

## Еврейская община
В Steppach жили аугсбургские евреи, изгнанные из имперского города в 1438 году. В этом пригородном месте евреи составляли тогда треть населения, занимаясь привычными для себя занятиями: торговлей и ремёслами. Была здесь и синагога, и типичный еврейский местечковый быт. Когда же в 1806 году евреи снова получили разрешение жить в Аугсбурге, из Steppach они, стали, естественно, туда уезжать. К 1910 году в Steppach евреев уже не осталось, но память об иудейском прошлом этого немецкого маленького городка сохранилась во многих названиях.

## Фотогалерея

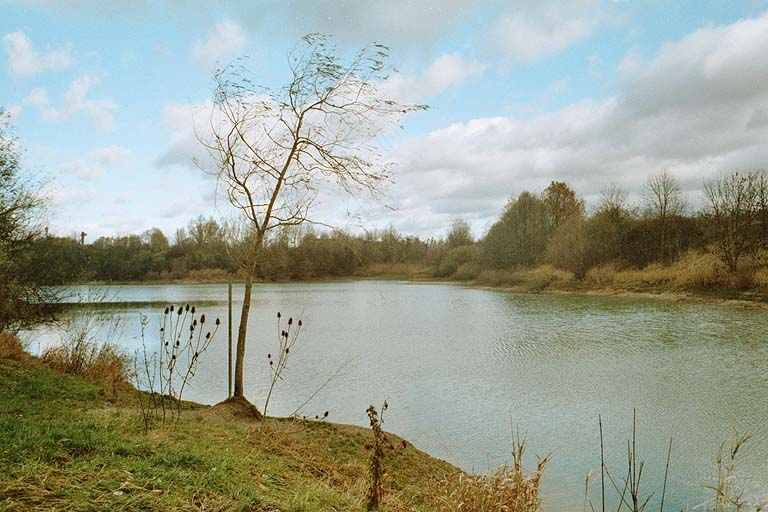
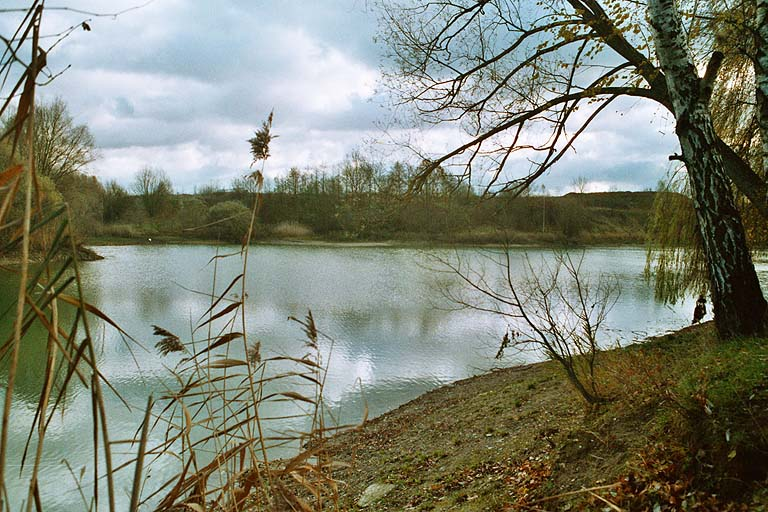
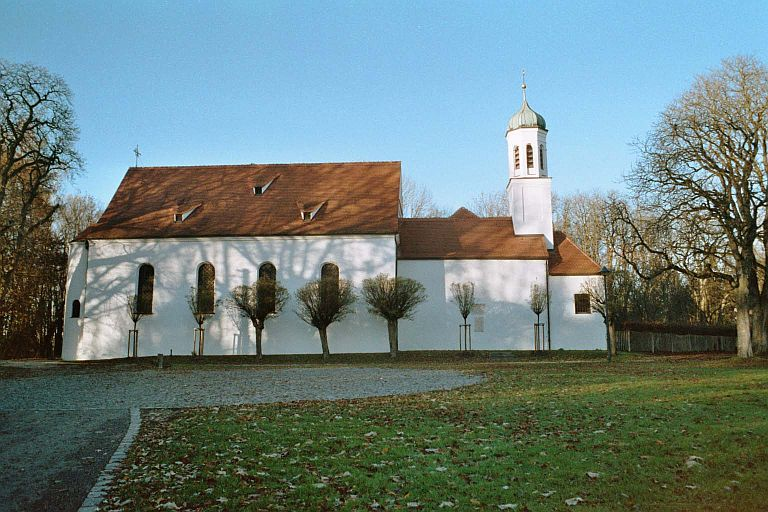
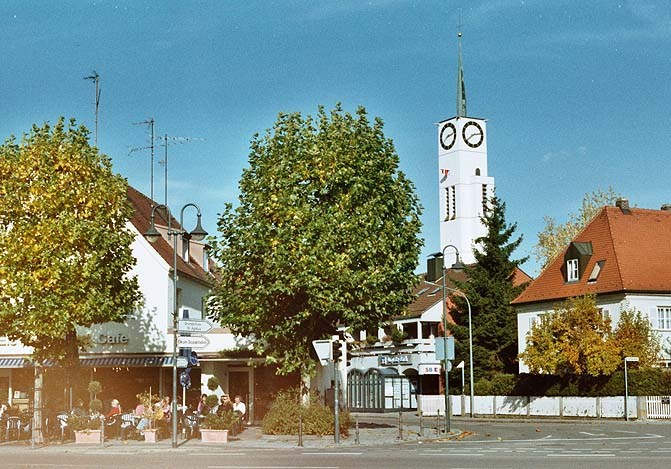
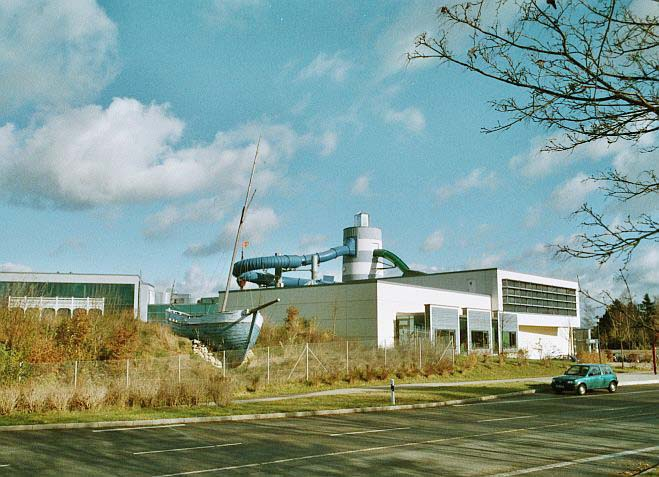